# Левшин, Александр Владимирович
Александр Владимирович Левшин (род. 11 апреля 1951, станица Дондуковская, Адыгейская автономная область) — российский военачальник, генерал-майор (1994), последний начальник Санкт-Петербургского высшего общевойскового командного училища (1997—1999), кандидат педагогических наук.

## Биография
Родился 11 апреля 1951 года в станице Дондуковская Краснодарского края (ныне на территории Республики Адыгея). Работал слесарем-сборщиком на заводе «Ростсельмаш». Срочную службу проходил в 1969—1971 годах в ГСВГ.
Окончил Челябинское высшее танковое командное училище в 1975 году и Военную академию бронетанковых войск в 1983 году. Проходил службу в воинских должностях командира танкового взвода, командира танковой роты, начальника штаба части и командира соединения. 29 июня 1993 года указом Президента Российской Федерации был назначен командиром 131-й мотострелковой дивизии. В генерал-майоры произведён в августе 1994 года.
С 1 марта 1997 по 1 апреля 1999 года был начальником Санкт-Петербургского высшего общевойскового командного училища — последним в его истории. Занимал пост начальника Военного института физической культуры с 1999 по 2008 год.
Женат, есть сын и дочь. Свободное время проводит с семьёй, любит «почитать хорошую книгу».

## Награды
- Медаль ордена «За заслуги перед Отечеством» II степени[9]
- Орден «За службу Родине в Вооружённых Силах СССР» III степени[2][9]
- Медаль «60 лет Вооружённых Сил СССР»[7]
- Медаль «70 лет Вооружённых Сил СССР»[7]
- Медаль «За безупречную службу» I, II и III степеней[7]
- медали Постоянного президиума Съезда народных депутатов СССР[7]